# Lumansonesque
Le Lumansonesque, ou Lumensonesque, est une rivière du sud de la France, dans le département de l'Aveyron (région Occitanie), et un sous-affluent de la Garonne par le Tarn.

## Géographie
Le Lumansonesque prend sa source à 901 mètres d'altitude dans le Massif central, à la limite du Lévézou et du causse Rouge, au hameau de Molières, sur la commune de Verrières, sur le territoire du parc naturel régional des Grands Causses, dans l'est du département de l'Aveyron.
Il reçoit le ruisseau de la Roubayre sur sa droite et sert immédiatement de limite entre les communes de Sévérac d'Aveyron (commune déléguée de Sévérac-le-Château) et de Verrières sur trois kilomètres et demi, jusqu'à sa confluence avec le ruisseau de Destels sur sa droite. Quatre-cents mètres plus loin, il est grossi à droite par le ruisseau des Crouzets. Un kilomètre et demi plus loin, il sert de limite entre Saint-Léons et Verrières sur près de deux kilomètres, jusqu'à sa confluence avec le ruisseau de la Galerie sur sa gauche, recevant au passage le ruisseau de Combe-Croze à droite. Après plus d'un kilomètre, le ruisseau des Pincelles le rejoint sur sa gauche.
Il borde ensuite le bourg de Verrières à l'est et passe sous le viaduc de Verrières de l'autoroute A75. En un kilomètre et demi, il reçoit successivement le ruisseau de Salques à gauche, le ruisseau de Cabrières à gauche, puis le ruisseau de Malbosc à droite. Il sert de limite entre Aguessac et Compeyre sur trois kilomètres, grossi au passage par le ravin des Aldiguiès à gauche et franchi par la route départementale (RD) 809. Son principal affluent, la Barbade, conflue avec lui sur sa droite. Il borde à l'est le bourg d'Aguessac, franchi successivement par le viaduc ferroviaire d'Aguessac de la ligne de Béziers à Neussargues puis par la RD 907. Il se jette alors dans le Tarn à Aguessac, à 363 mètres d'altitude.
Son cours s'effectue principalement dans des gorges parfois très resserrées. Le Lumansonesque est long de 16,5 km.

### Département, communes et intercommunalités traversés
Dans le seul département de l'Aveyron, le Lumansonesque arrose cinq communes, soit d'amont vers l'aval : Verrières (source), Sévérac d'Aveyron (ancienne commune de Sévérac-le-Château), Saint-Léons, Compeyre et Aguessac (confluence).
Elles sont réparties sur quatre intercommunalités : communauté de communes Des Causses à l'Aubrac, communauté de communes de Lévézou Pareloup, communauté de communes de la Muse et des Raspes du Tarn et communauté de communes de Millau Grands Causses.

### Bassin versant
Outre les cinq communes baignées par le Lumansonesque, son bassin versant en concerne également quatre autres :
- Millau, où la Barbade prend sa source[2] ;
- Rivière-sur-Tarn où le ruisseau de Salques prend sa source[3] ;
- Sévérac d'Aveyron (commune déléguée de Sévérac-le-Château), arrosée par le ruisseau de la Roubayre[4] et dont le territoire est bordé par le ruisseau de Destels[5] ;
- Vézins-de-Lévézou, dont le territoire est bordé par le ruisseau de Destels[5].

### Organisme gestionnaire
L’organisme s’occupant de la gestion du Lumensonesque est le SIVOM Tarn et Lumensonesque, dont le siège est fixé à Aguessac. Il rassemble six communes : Aguessac, Compeyre, La Cresse, Paulhe, Rivière-sur-Tarn et Verrières.
Ce syndicat dépend de l’Agence de l’eau Adour-Garonne.

## Affluents
Selon le SANDRE, le Lumansonesque a dix-neuf affluents répertoriés dont onze portent un nom. D'amont vers l'aval se succèdent :
- le ruisseau de la Roubayre, long de 2,5 km[4] (rd[8]) ;
- le ruisseau de Destels, long de 2,9 km[5] (rd) ;
- le ruisseau des Crouzets, long de 3,3 km[9] (rd) ;
- le ruisseau de Combe-Croze, long de 1,8 km[10] (rd) ;
- le ruisseau de la Galerie, long de 4,6 km[11] (rg) ;
- le ruisseau des Pincelles, long de 4,6 km[12] (rg) ;
- le ruisseau de Salques, long de 4,8 km[3] (rg) ;
- le ruisseau de Cabrières, long de 1,4 km[13] (rg) ;
- le ruisseau de Malbosc, long de 3,6 km[14] (rd) ;
- le ravin des Aldiguies (ou des Aldiguiès), long de 2,5 km[15] (rg) ;
- la Barbade, longue de 7,4 km[2] (rd).

Son principal affluent, la Barbade, a un sous-affluent, le ravin de la Garrigue, qui a lui-même un affluent. De ce fait, le Lumansonesque a un nombre de Strahler de cinq.

## Monuments ou sites remarquables à proximité
- Le viaduc de Verrières qui franchit la vallée du Lumansonesque à Verrières.
- À Compeyre, le château de Cabrières et son jardin d'agrément[16], ainsi que le pigeonnier de Lagarde[17].

- Le viaduc ferroviaire d'Aguessac.

## Photothèque

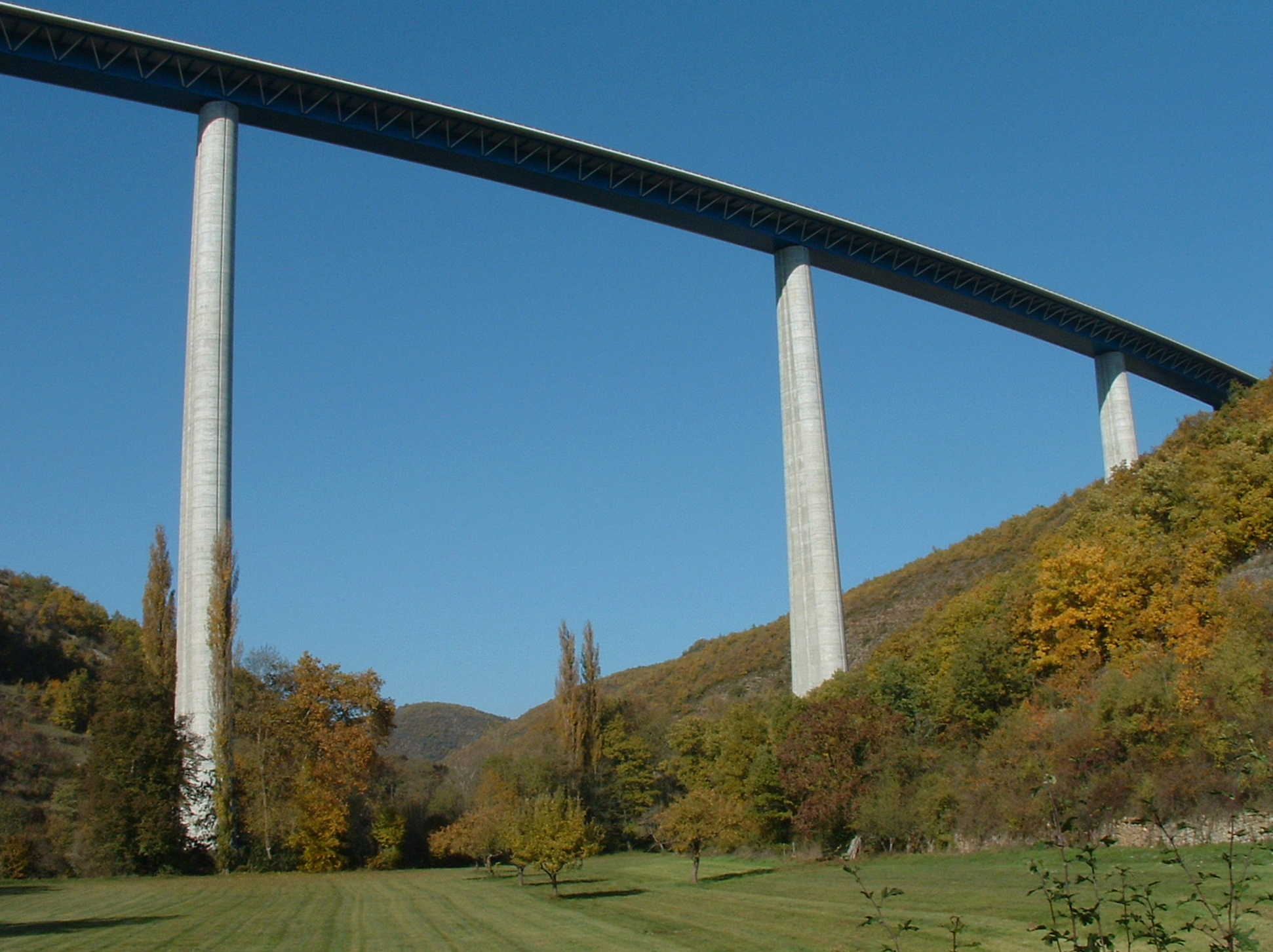
Le viaduc de Verrières.
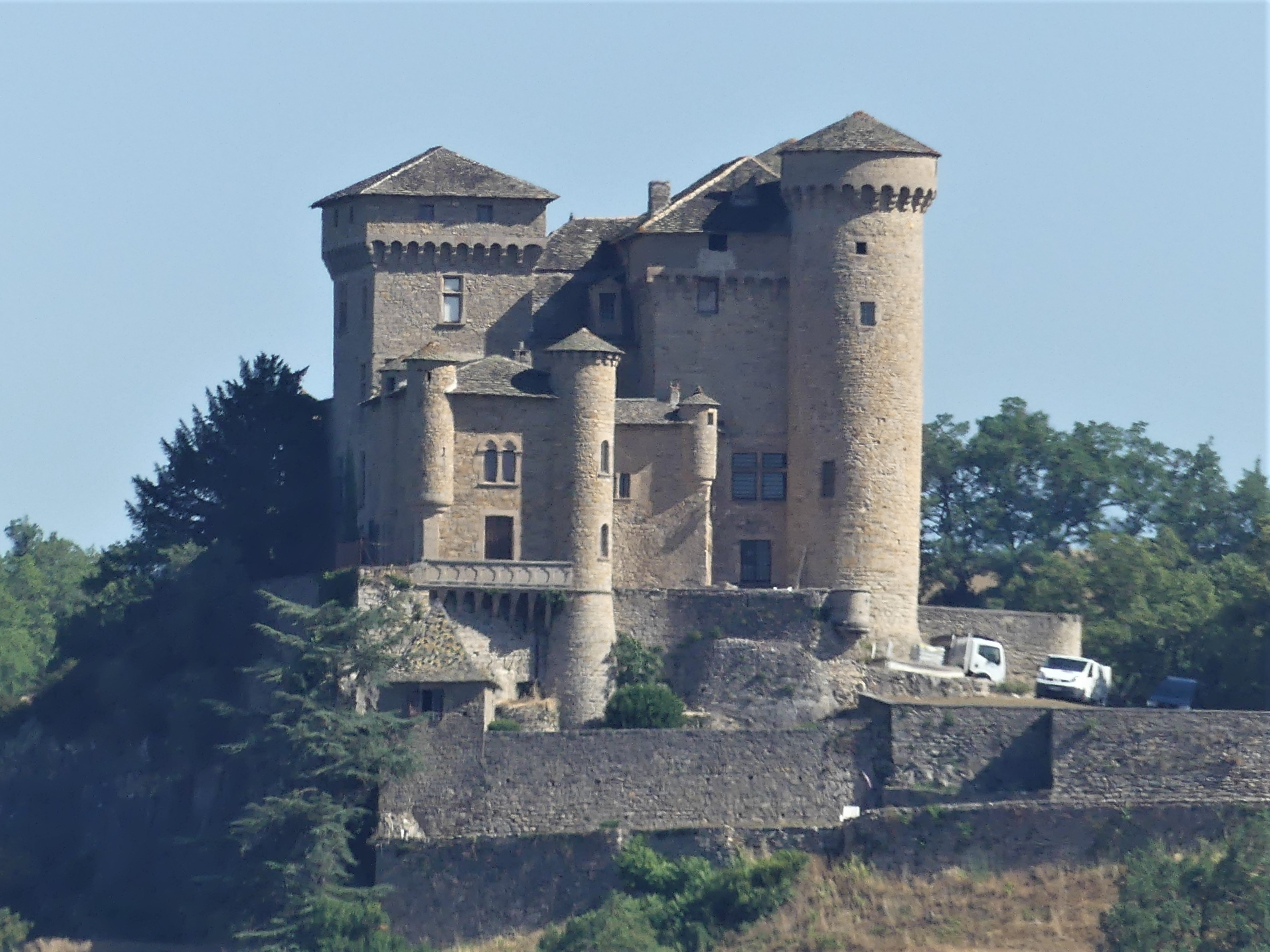
Le château de Cabrières.
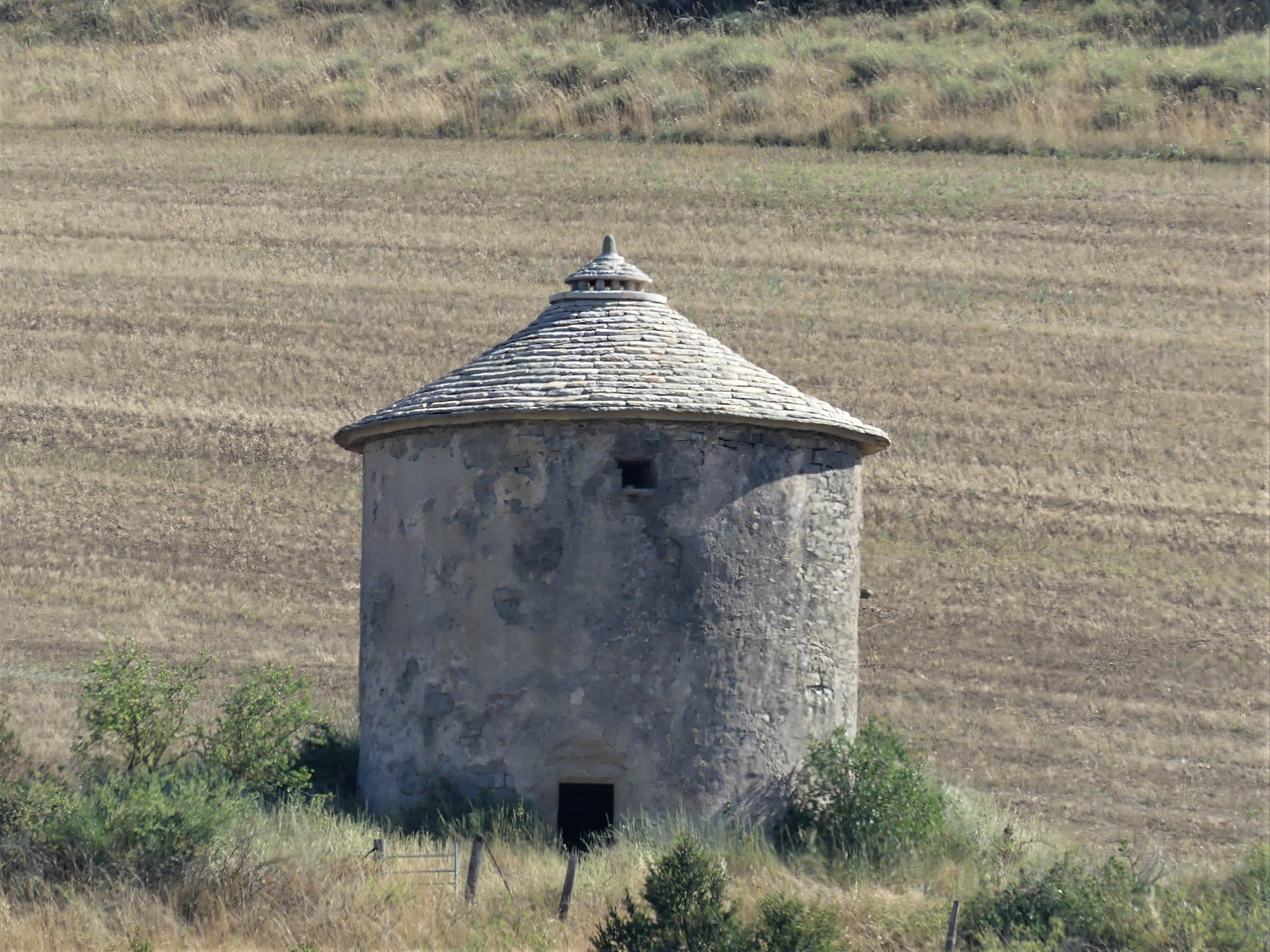
Le pigeonnier de Lagarde.
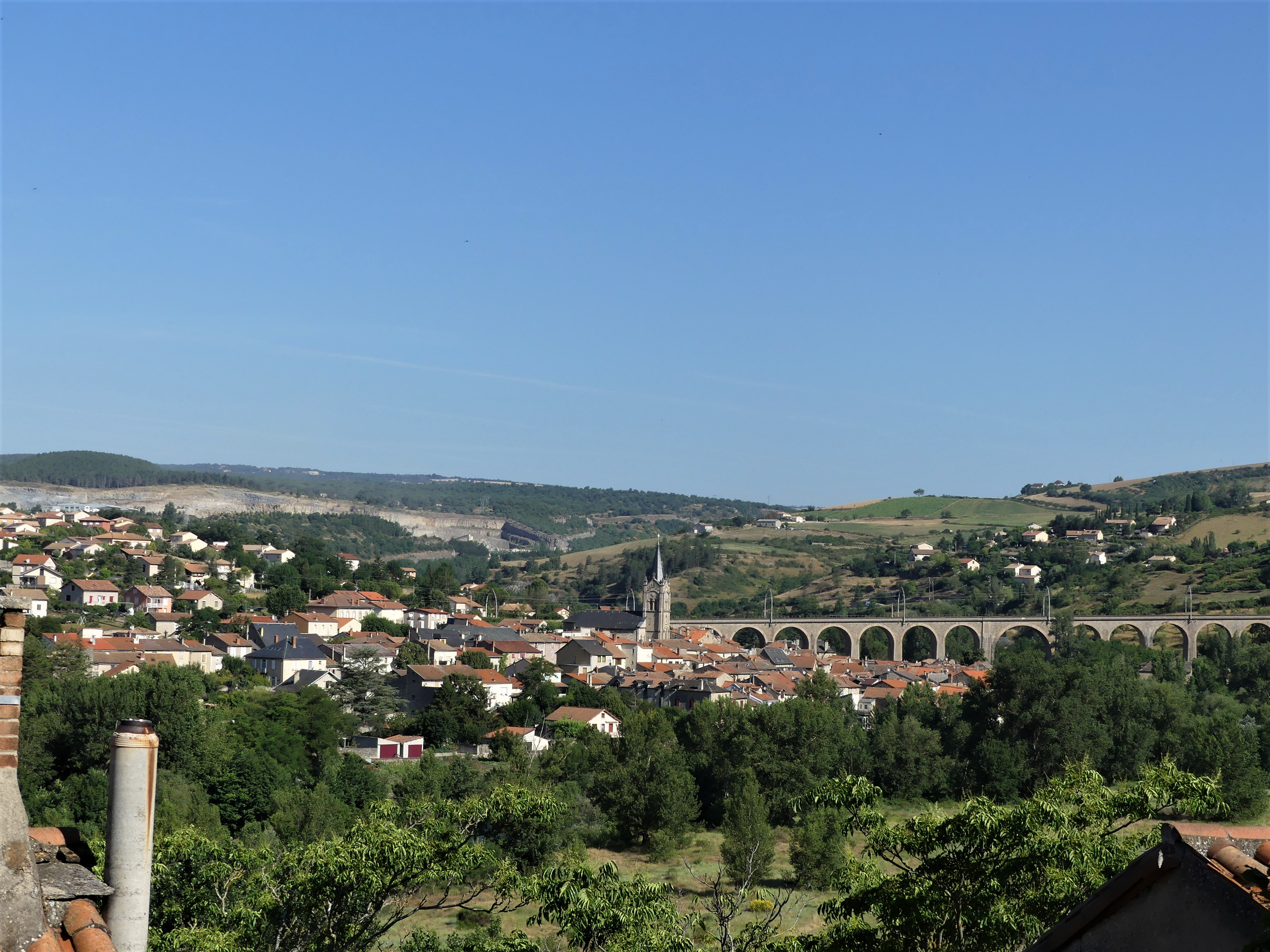
Le bourg d'Aguessac avec sur la droite son viaduc ferroviaire.
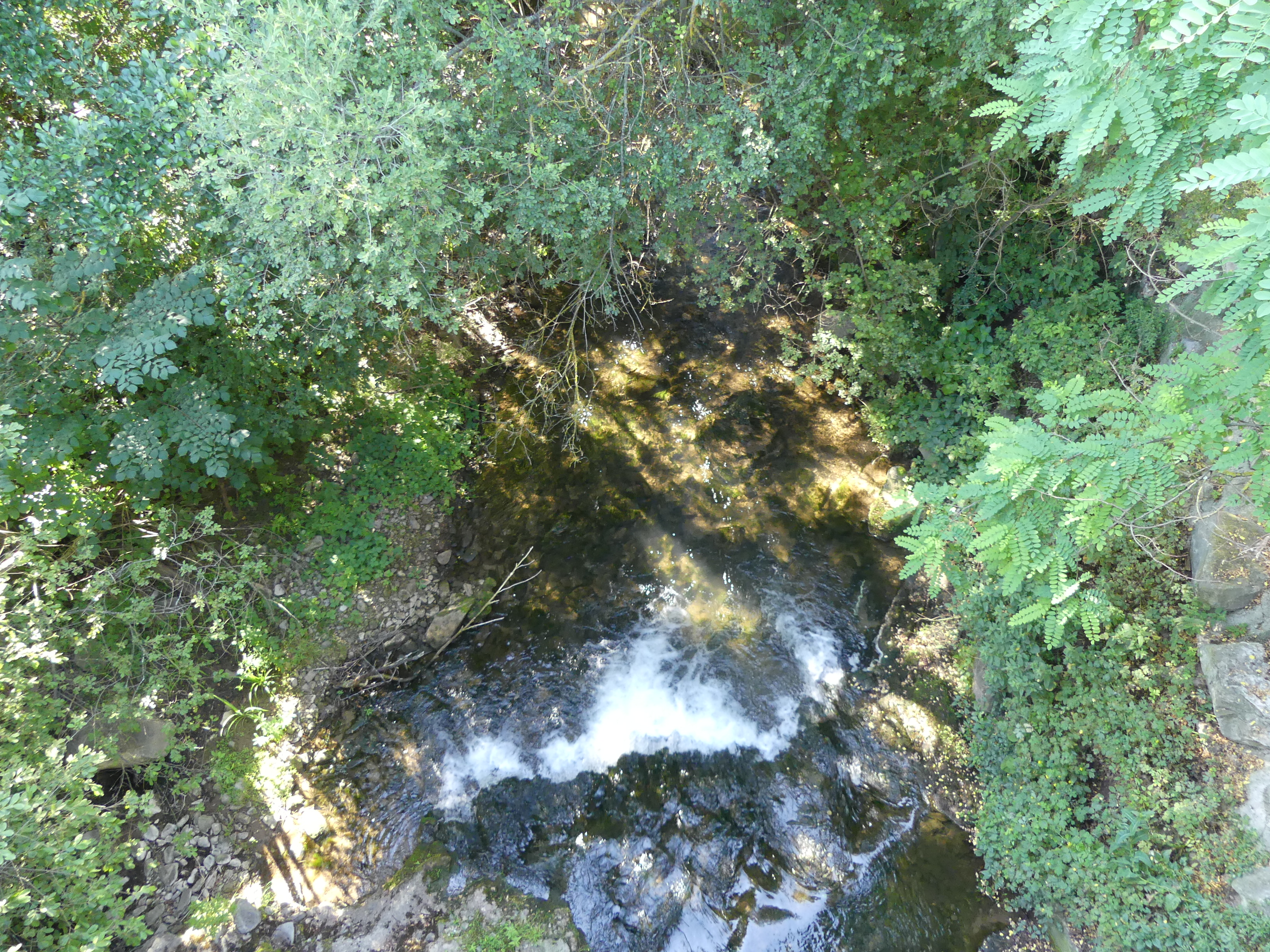
Le Lumansonesque au pont de la route départementale 907, en limite d'Aguessac et Compeyre.